# О-Клер (Вісконсин)
О-Клер (англ. Eau Claire) — місто (англ. city) в США, в округах О-Клер і Чиппева штату Вісконсин. Населення — 69 421 особа (2020). Тут знаходиться адміністрація округу О-Клер.

## Географія
О-Клер розташований за координатами 44°49′17″ пн. ш. 91°29′41″ зх. д. / 44.82139° пн. ш. 91.49472° зх. д. (44.821307, -91.494844). За даними Бюро перепису населення США в 2010 році місто мало площу 88,44 км², з яких 82,99 км² — суходіл та 5,45 км² — водойми.

### Клімат
| Клімат : О-Клер         | Клімат : О-Клер | Клімат : О-Клер | Клімат : О-Клер | Клімат : О-Клер | Клімат : О-Клер | Клімат : О-Клер | Клімат : О-Клер | Клімат : О-Клер | Клімат : О-Клер | Клімат : О-Клер | Клімат : О-Клер | Клімат : О-Клер | Клімат : О-Клер |
| Показник                | Січ.            | Лют.            | Бер.            | Квіт.           | Трав.           | Черв.           | Лип.            | Серп.           | Вер.            | Жовт.           | Лист.           | Груд.           | Рік             |
| Абсолютний максимум, °C | 12,8            | 17,2            | 28,9            | 32,8            | 41,7            | 40,6            | 43,9            | 40,0            | 38,3            | 31,7            | 26,1            | 17,8            | 43,9            |
| Середній максимум, °C   | −4,8            | −1,7            | 5,1             | 14,3            | 21,0            | 25,9            | 28,3            | 26,8            | 21,9            | 14,4            | 5,2             | −2,7            | 12,9            |
| Середній мінімум, °C    | −14,8           | −12,3           | −5,8            | 1,2             | 7,4             | 12,9            | 15,7            | 14,6            | 9,4             | 2,7             | −4,2            | −11,9           | 1,3             |
| Абсолютний мінімум, °C  | −42,8           | −40             | −37,2           | −17,8           | −6,7            | −3,9            | 5,0             | 2,2             | −5,6            | −13,9           | −27,8           | −35,6           | −42,8           |
| Норма опадів, мм        | 23              | 21              | 44              | 70              | 88              | 105             | 99              | 114             | 93              | 59              | 47              | 25              | 787             |
| Днів з опадами          | 8,4             | 7,2             | 9,0             | 11,0            | 12,2            | 12,3            | 11,9            | 10,8            | 12,0            | 10,2            | 8,9             | 8,9             | 122,8           |
| Днів зі снігом          | 9,2             | 7,0             | 4,7             | 1,8             | 0               | 0               | 0               | 0               | 0               | 0,5             | 4,6             | 9,2             | 37,0            |
| ----------------------- | --------------- | --------------- | --------------- | --------------- | --------------- | --------------- | --------------- | --------------- | --------------- | --------------- | --------------- | --------------- | --------------- |
| Джерело: NOAA           |                 |                 |                 |                 |                 |                 |                 |                 |                 |                 |                 |                 |                 |

## Демографія
Згідно з переписом 2010 року, у місті мешкали 65 883 особи в 26 803 домогосподарствах у складі 14 293 родин. Густота населення становила 745 осіб/км². Було 28134 помешкання (318/км²).
Расовий склад населення:
| - 91,4 % — білих - 4,6 % — азіатів - 1,1 % — чорних або афроамериканців - 0,5 % — корінних американців |

До двох чи більше рас належало 1,8 %. Частка іспаномовних становила 1,9 % від усіх жителів.
За віковим діапазоном населення розподілялося таким чином: 19,3 % — особи молодші 18 років, 69,0 % — особи у віці 18—64 років, 11,7 % — особи у віці 65 років та старші. Медіана віку мешканця становила 29,8 року. На 100 осіб жіночої статі у місті припадало 94,0 чоловіків; на 100 жінок у віці від 18 років та старших — 92,1 чоловіків також старших 18 років.
Середній дохід на одне домашнє господарство становив 56 680 доларів США (медіана — 43 541), а середній дохід на одну сім'ю — 76 162 долари (медіана — 65 565). Медіана доходів становила 41 509 доларів для чоловіків та 32 492 долари для жінок. За межею бідності перебувало 18,7 % осіб, у тому числі 16,1 % дітей у віці до 18 років та 8,5 % осіб у віці 65 років та старших.
Цивільне працевлаштоване населення становило 37 127 осіб. Основні галузі зайнятості: освіта, охорона здоров'я та соціальна допомога — 29,5 %, роздрібна торгівля — 18,6 %, мистецтво, розваги та відпочинок — 10,5 %, виробництво — 10,3 %.